# 馬庫薩尼
馬庫薩尼（西班牙語：Macusani），是秘魯的城鎮，位於該國東南部普諾大區，是卡拉瓦亞省的首府，海拔高度4,315米，2007年人口11,707，居民使用艾馬拉語、奇楚瓦語和西班牙語。
14°4′9″S 70°25′52″W / 14.06917°S 70.43111°W